# Utami Hayashishita
Utami Hayashishita (林下 詩美, Hayashishita Utami) est une catcheuse japonaise née le 14 septembre 1998 à Amami, Kagoshima, Japon. Elle travaille à la Dream Star Fighting Marigold (en) (Marigold). Depuis ses débuts le 12 septembre 2018, elle a remporté à deux reprises le championnat Goddess of Stardom : une fois avec Momo Watanabe (en) et une fois avec Saya Kamitani. Elle est aussi une ancienne championne Artist of Stardom : avec AZM (en) et Momo Watanabe (en), Future of Stardom, World of Stardom et SWA World. Elle a également remporté le Pro-Wrestling: EVE International Championship (en).

## Jeunesse
Utami Hayashishita est la troisième fille d'une famille de 12. De 2006 à 2013, elle apparait dans une émission de télé-réalité appelée Tsûkai! Big Daddy qui met à l'honneur sa famille nombreuse. Son intérêt pour le catch se manifeste pendant sa troisième année de lycée en voyant la performance de Yoshihiro Tajiri lors du show de son retour au Japon auquel elle assiste avec sa famille. Elle trouve l'ambiance et l'atmosphère tellement incroyables qu'elle décide qu'elle veut devenir catcheuse.

## Carrière de catcheuse

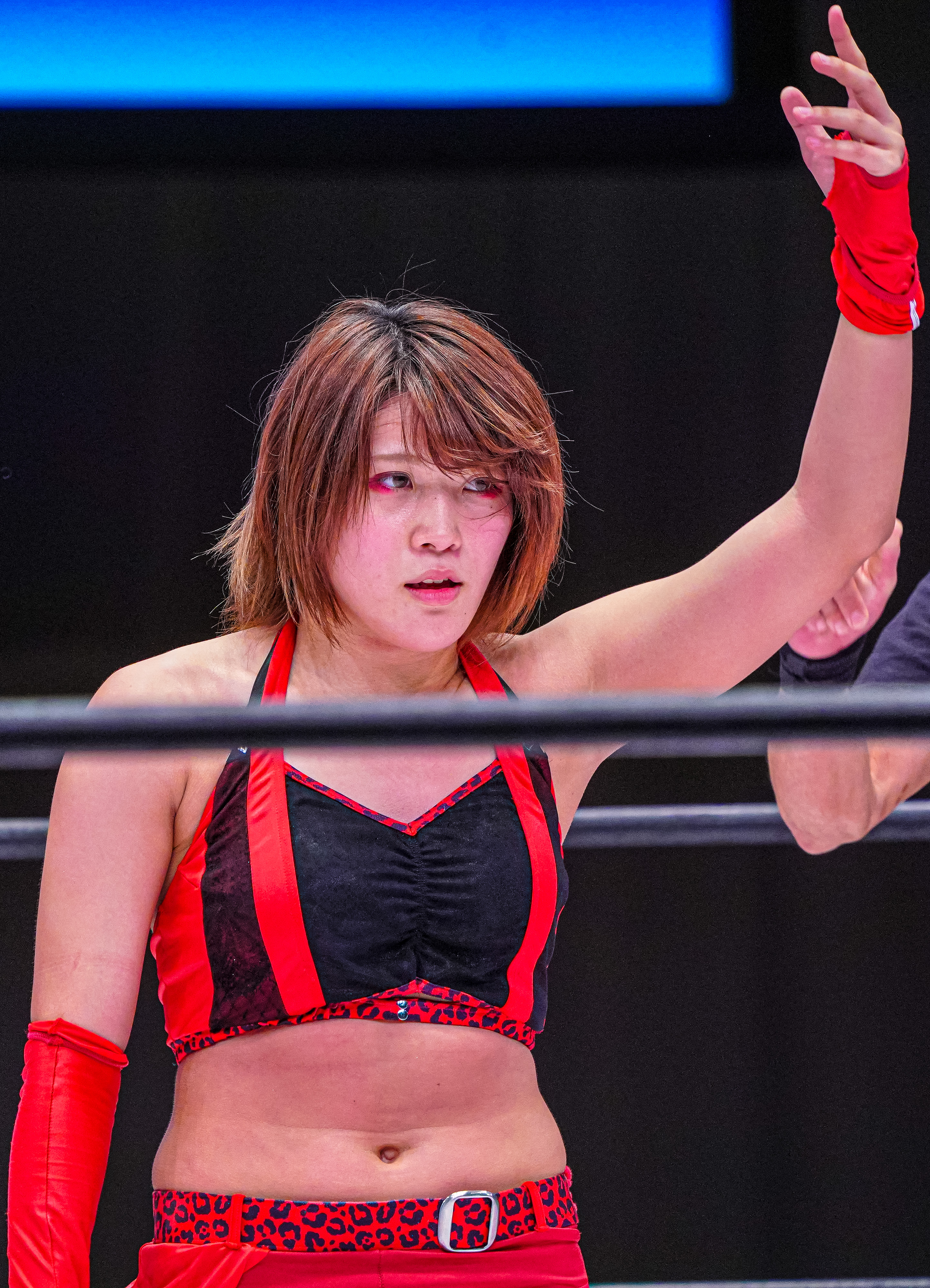
Utami Hayashishita (24 juillet 2019).

### World Wonder Ring Stardom (2018–présent)
Hayashishita commence son entraînement au Stardom Dojo en mars 2018. Elle réussit son test d'aptitude professionnel le 5 juillet et fait ses débuts sur les rings le 12 août 2018 au Korakuen Hall contre Jungle Kyona dans un match nul qui se termine lorsque la limite de temps de 15 minutes est atteinte. Elle participe ensuite à son premier tournoi 5STAR Grand Prix et atteint même la finale où elle perd, le 24 septembre, contre Mayu Iwatani. Durant l'automne 2018, elle fait équipe avec Momo Watanabe (en) et remporte la Goddess of Stardom Tag League le 4 novembre en battant l'équipe de Bea Priestley et Chardonnay en finale. Cette victoire leur permet de défier les championnes en titre (Natsuko Tora et Jungle Kyona) le 23 novembre 2018 et de remporter le championnat Goddess of Stardom. Hayashishita intègre ainsi la faction Queen's Quest. Le 13 décembre 2018, elle est élue Rookie de l'année 2018 par le magazine Tokyo Sports.
Le 3 janvier 2019, elle affronte Starlight Kid (en) pour le Future of Stardom Championship et devient la deuxième championne. Le 5 janvier, elle remporte en compagnie de Viper et Bea Priestley, un tournoi de catch à 3 sur une nuit composé de huit équipes, le Trios Tag Team Tournament. Durant le show du 8e anniversaire de Stardom du 14 janvier 2019, elle remporte deux nouvelles ceintures (Pro-Wrestling: EVE International Championship (en) et SWA World Championship) en battant Viper. Seulement 5 mois après le début de sa carrière, elle détient ainsi 4 championnats. Elle défend par la suite ses titres à plusieurs reprises et tente même d'en gagner un cinquième lorsqu'elle affronte sa partenaire Momo Watanabe le 4 avril lors du Stardom American Dream in the Big Apple pour le Wonder of Stardom Championship qu'elle ne parvient pas à remporter.
Une blessure à la main l'éloigne des rings d'avril à juin 2019. À son retour, elle défend à deux reprises le championnat Goddess of Stardom (ce qui porte le total à 6 défenses). Le 30 juin 2019, elle perd le championnat Pro-Wrestling: EVE International Championship lors du EVE Wrestle Queendom 2 à Londres au profit de Jamie Hayter dans un match où figurait également Nina Samuels (en). Le championnat Goddess of Stardom lui échappera également le 15 juillet 2019 après une défaite contre Jungle Kyona & Konami (membres de la Tokyo Cyber Squad). Le 10 août 2019, une autre membre de la faction Queen's Quest, Bea Priestley, la défie dans un match pour la ceinture la plus prestigieuse de la Stardom, le championnat World of Stardom mais Hayashishita ne parvient pas à se défaire de la championne en titre.
Annoncée comme la grande favorite pour remporter le 5STAR Grand Prix 2019, elle est contrainte de se retirer du tournoi le 7 septembre à cause d'une blessure au doigt qui la tiendra éloignée des rings durant 2 mois. Quelques jours après son retour, le 23 novembre, accompagnée de Momo Watanabe et AZM (en), elles remportent le championnat Artist of Stardom en battant la faction Oedo Tai (Andras Miyagi, Kagetsu (en) et Natsu Sumire). Lors du show du 9e anniversaire, le 19 janvier 2020, Hayashishita affronte Arisa Hoshiki (en) pour le championnat Wonder of Stardom mais ne remporte pas le combat. La semaine suivante, le 26 janvier, Jamie Hayter lui arrache à nouveau un titre en remportant le championnat SWA World à Osaka après 377 jours de règne. Le 8 février, c'est au tour du championnat Artist of Stardom de changer de main, puisque Hayashishita, AZM et Momo Watanabe perdent le titre contre la faction Donna Del Mondo composée de Giulia, Maika et Syuri (en). Hayashishita défend une dernière fois le championnat Future of Stardom contre Saya Kamitani le 16 février 2020 avant de le rendre vacant après 409 jours de règne afin de se concentrer sur la quête des ceintures principales.
Après une tentative infructueuse de regagner le championnat Goddess of Stardom avec Momo Watanabe le 8 mars, c'est en compagnie de Saya Kamitani qu'elles remportent, le 26 juillet, le titre laissé vacant, en battant celles qui l'avaient battu un an auparavant, Jungle Kyona et Konami. Le 19 septembre, elle remporte le 5STAR Grand Prix 2020 en battant Himeka en finale. Cette victoire lui permet de challenger la détentrice du championnat World of Stardom, Mayu Iwatani. Le match a lieu le 15 novembre 2020 et voit Hayashishita devenir la 13e championne. Sa première défense a lieu le 20 décembre contre sa partenaire de Queen's Quest, Momo Watanabe, et voit Hayashishita conserver son titre. Le 27 décembre 2020, elle perd le championnat Goddess of Stardom  au profit de Konami & Bea Priestley.
Après des défenses réussies contre Maika, Saya Kamitani et Bea Priestley (pour son dernier match chez Stardom), Hayashishita affronte Syuri le 12 juin 2021. Le match se termine lorsque la limite de temps de 30 minutes est atteinte mais les deux combattantes souhaitant continuer, le match est relancé et se termine 13 minutes plus tard par un double KO, Hayashishita conservant ainsi son titre. Ce match est le premier match féminin à dépasser les 5 étoiles (5.5) dans la très populaire Wrestling Observer Newsletter de Dave Meltzer. Après une défense contre Natsuko Tora (à la suite d'un arrêt de l'arbitre à cause d'une blessure), elle ne parvient pas à sortir de la phase de poules du 5STAR Grand Prix 2021. Elle réussit à nouveau trois défenses de titre face à Takumi Iroha, Hazuki et Maika avant de s'incliner le 29 décembre contre Syuri lors du Stardom Dream Queendom après 409 jours de règne lors d'un match où le championnat SWA World était également en jeu. Après le départ de Momo Watanabe de Queen's Quest vers Oedo Tai, Hayashishita devient leader de Queen's Quest.
Hayashishita participe au premier match d'une nouvelle venue au sein de Stardom et qui rejoindra la faction Queen's Quest, Miyu Amasaki, le 11 mars 2022. Le 13 mars, en compagnie de Lady C et Saya Kamitani, elles perdent contre Donna Del Mondo (Himeka, Maika & Natsupoi) lorsqu'elles tentent d'obtenir le championnat Artist of Stardom. La tentative d'Hayashishita de remporter pour la première fois le championnat Wonder of Stardom s'avère également infructueuse puisqu'elle perd le 26 mars 2022 contre sa partenaire au sein de Queen's Quest, Saya Kamitani.

## Palmarès
- World Wonder Ring Stardom (Stardom)
  - 1 fois championne Artist of Stardom avec AZM (en) et Momo Watanabe (en)
  - 2 fois championne Goddess of Stardom avec Momo Watanabe (en) (1 fois) puis avec Saya Kamitani (1 fois)
  - 1 fois championne Future of Stardom
  - 1 fois championne World of Stardom
  - 1 fois championne SWA World
  - Tournoi Trios Tag Team Tournament 2019
  - Tournoi Goddesses of Stardom Tag League 2018
  - 5STAR Grand Prix 2020

- Pro-Wrestling: EVE
  - 1 fois championne Pro-Wrestling: EVE International

## Récompenses des magazines
- Pro Wrestling Illustrated
  - MVP féminin 2021[30]

| Année | 2019 | 2020 | 2021 | 2022 | 2023 | 2024 |
| ----- | ---- | ---- | ---- | ---- | ---- | ---- |
| Rang  | 46   | 65   | 2    | 20   | 40   | 64   |

- Tokyo Sports
  - Rookie de l'année 2018[32]
  - Prix féminin 2021[33]

| # | Résultat | Adversaire | Évènement                                      | Date         | Durée | Lieu                              | Notes |
| - | -------- | ---------- | ---------------------------------------------- | ------------ | ----- | --------------------------------- | --- |
| 1 | Égalité  | Syuri      | Stardom Tokyo Dream Cinderella Special Edition | 12 juin 2021 | 43:19 | Ota City General Gymnasium, Tokyo | Le World of Stardom Championship de Hayashishita était en jeu, le match se termine par un double KO. Il a été noté 5.5. |